# JaM-5
JaM-5 (ros. ЯМ-5) – sowiecka, przeciwgąsienicowa mina przeciwpancerna z okresu II wojny światowej.
JaM-5, w odróżnieniu od innych min przeciwpancernych z korpusem drewnianym (jak np. TMD-B), miała dość skomplikowaną budowę co powodowało, że nie mogła być produkowana w warunkach polowych. Zapalnik tupu MUW powodował eksplozję miny pod naciskiem około 136 kg.
Powiększoną wersją JaM-5 jest mina JaM-10.